# Micromyrtus carinata
Micromyrtus carinata là một loài thực vật có hoa trong Họ Đào kim nương. Loài này được A.R.Bean mô tả khoa học đầu tiên năm 1997.